# Hyla gratiosa
Hyla gratiosa o Dryophytes gratiosus es una especie de anfibios de la familia Hylidae. Habita en Estados Unidos, especialmente en Carolina del Norte, el sur de Florida y el este de Luisiana, normalmente en zonas costeras.
La rana macho adulto mide 4.9 a 7.0 cm de largo y la hembra 5.0 a 7.0 cm.  Es una de las ranas de árbol más grandes de los Estados Unidos.  Su piel es verde con manchas.